# Max August Zorn
Max August Zorn (6. června 1906 v Krefeldu, Německo – 9. března 1993 v Bloomingtonu, Indiana, USA) byl německo-americký matematik. Zabýval se zejména algebrou (teorií grup) a numerickou matematikou. Je po něm pojmenováno jedno z důležitých tvrzení ekvivalentních axiomu výběru – tzv. Zornovo lemma, které dokázal roku 1935 nezávisle na dřívějším důkazu Kazimierza Kuratowského z roku 1922.

## Život
Max Zorn byl od roku 1946 až do své smrti profesorem na Indiana University v Bloomingtonu. Měl dvě děti, syna Jense a dceru Liz.